# Svetolik Jakovljević
Svetolik Sveta Jakovljević (Beograd, 1926) srpski je džez-publicista.

## Biografija
Diplomirani optičar i diplomirani pravnik, posvetio je život muzici i muzičkim poslovima džeza i zabavne muzike. U mladosti, krajem 1940-ih i tokom 1950-ih godina, svirao je džez i zabavnu muziku kao gitarista (Sekstet Borislava Rokovića, Trio Aleksandra Nećaka, Plavi ansambl).
Počeo je da piše o džezu 1953. godine. Uređivao je i pisao prvu redovnu džez-rubriku u jugoslovenskoj štampi (DUGA, 1959-1963). Sarađivao je u listovima i publikacijama: Bilten Udruženja džez muzičara, Savremeni akordi, Muzička revija Nota, Džuboks, Pro Musica, Duga, Politika, Nin, RTV Teorija i Praksa.
Od sredine 1960-ih je na Radio Beogradu (prvi i drugi program) vodio redovne tematske emisije džeza sledeće dve decenije. Zapažen je njegov scenaristički rad i učešće u programima televizije (serija Evergrin i dr). Kao dugogodišnji muzički urednik Produkcije gramofonskih ploča RTB, ostavio je bogat fond džez i bluz izdanja (oko 250 LP ploča).

## Knjige
Autor je prve jugoslovenske knjige o džezu:
1. Džez - Dvadeset improvizacija (Nota, 1981)
2. Rečnik Džeza (Vuk Karadžić/ Larousse,1980) pojavljuje se u isto vreme i njemu daje svoj doprinos: prevođenje, 100 novih odrednica radi ažuriranja, prilog o džezu u Jugoslaviji, prva Diskografija jugoslovenskog džeza na LP pločama.
3. Džangologija (Nota, 1983). Predgovor Архивирано на веб-сајту  (21. септембар 2016) je pisao pisac Momo Kapor
4. Djuk Elington (Nota, 1988)
5. Džez Juče... Džez Danas (Nota, 1989)
6. Jedan vek džeza & kratki prilozi za izučavanje džeza u Srbiji (Žagor, 2OO3)
7. Put gitare u džezu (Žagor, 2005)
8. Bekstejdž susreti u džezu (Žagor, 2010)

## Ostale publikacije
- Zaveštanje bluza (S. Čarters) prilog kolekciji od 12 LP ploča (PGP RTB, 1985)
- Beogradski džez klub (PGP RTV, 1993)
- Duško Gojković - Džez je sloboda (Kehl /Tipelt/ Videman) (Žagor, 2007)
- Antologija srpske popularne pesme Архивирано на веб-сајту  (21. септембар 2016) ( Udruženje kompozitora Srbije, 2010)